# Объединённая расчётная система
«Объединённая расчетная система», «ОРС» — российская небанковская кредитная организация (НКО), открытое акционерное общество, оператор и расчётный центр Платёжной системы «ОРС».
Создана в 1999 году: Банк России выдал лицензию (№ 3342-К) НКО «ОРС» на осуществление банковских операций со средствами в рублях и иностранной валюте 23.09.1999 г. 1 января 2016 года функции ОРС в качестве межбанковского оператора расчетов перешли к НСПК. 27 апреля 2020 года Банк России аннулировал лицензию НКО «ОРС» в связи с добровольной ликвидацией.

## История
Изначально будучи создана как структурное подразделение банковской группы Певое О.В.К. после кризиса банковской сферы России, обусловленного дефолтом 1998 года, в 1999 году для обслуживания платежного бизнеса СТБ-Кард, тогда же в состав ОРС был передан Департамент расчётов банка Первое О.В.К. а так же функции управления бизнес деятельностью ЗАО «ИНКАХРАН». В 2003 году в составе группы О.В.К. продана концерну ИНТЕРРОС Владимира Потанина . В 2006 году в составе группы РОСБАНК продана группе Société Générale.
Участниками Платёжной системы ОРС являлись крупнейшие кредитные учреждения России, например: Газпромбанк, Зенит, АК Барс, ФК Открытие и крупнейшие независимые процессинговые центры России.
15 мая 2014 участником ОРС стала группа ВТБ. Объединение банкоматных сетей Участников  происходило на основе межхостового соединения.
К концу 2015 года, Платёжная система ОРС объединяла более 300 кредитных организаций, 45 000 банкоматов и 4 000 офисов банков-участников.
2 ноября 2015 года пресс-служба ПАО «ВТБ 24» сообщила о выходе банка из ОРС.
15 декабря 2015 года из ОРС вышли сразу 25 банков, а днём ранее ещё 10 банков.
С 1 января 2016 года ОРС прекратила выполнять операции по картам Visa и MasterCard; банки более не обслуживались системой. Часть функций ОРС перешли к НСПК.
С 1 января 2016 года ОРС реализует различные локальные проекты.
В сентябре 2016 года ОРС была исключена из реестра операторов платежных систем.
26 марта 2020 года НКО «ОРС» объявило о добровольной ликвидации.